# Iphiaulax resurrectus
Iphiaulax resurrectus är en stekelart som först beskrevs av Charles Thomas Brues 1910.  Iphiaulax resurrectus ingår i släktet Iphiaulax och familjen bracksteklar. Inga underarter finns listade i Catalogue of Life.